# 소천 왕국의 국기

소천 왕국의 국기

소천 왕국의 국기는 말 그대로 소천 왕국의 국기를 말한다.

## 개요
국기 형태는 파란색 바탕에 좌측 상단에 태극기가 있으며, 우측 하단에 노란색의 달과 별 그리고 U자의 월계수 안에 호랑이 머리가 새겨져있다.

## 같이 보기
- 마이크로네이션의 국기 목록